# Suzuki GSX-R125
La Suzuki GSX-R125 (chiamata anche GSX R 125 o GSX-R 125) è una motocicletta sportiva prodotta dalla casa motociclistica giapponese Suzuki dal 2017.

## Profilo e contesto
La GSX-R125 è stata presentata all'EICMA alla fine del 2016 come concorrente della Yamaha YZF-R125. 
Il motore monocilindrico con distribuzione DOHC a 4 valvole per cilindro a 4 tempi raffreddato a liquido ad iniezione elettronica del carburante di nuova progettazione, genera una potenza massima di 11 KW/15 CV a 10000 giri/min. Dotata di un cambio a sei velocità, la moto utilizzava una frizione a dischi multipli in bagno d'olio. Il motore era alloggiato sul telaio in a doppia trave in acciaio.
La sospensione anteriore utilizzata era una forcella telescopica regolabile, al posteriore invece montava un mono ammortizzatore anch'esso regolabile. Il sistema frenante era composto da due dischi, di cui quello anteriore da 290 mm con pinze flottanti a doppio pistoncino e posteriore da 190 mm monopistoncino.
È stata il primo modello Suzuki nella classe 125 da 20 anni. È dotato di ABS Bosch Tipo 10 e faro anteriore singolo a LED. Nel 2021 ha subìto un lieve restyling.
Sulla base della Suzuki GSX-R 125, è stata creata una moto completamente scarenata del tipo naked chiamata GSX-S 125.